# التهاب الثدي النفاسي
التهاب الثدي النفاسي هو التهاب الثدي المتعلق بالحمل، الرضاعة أو الفطام ، ويظهر بسبب اٍنسداد القنوات الناقلة للبن أو فائض الحليب. وهو شائع نسبيا، تتباين التقديرات اٍعتمادا على المنهجية المتبعة بين 5-33 ٪ . ولكن فقط حوالي 0.4-0.5 % من الأمهات المرضعات يظهر لديهن خراج.
بعض العوامل المسببة معروفة لكن قيمتها التنبؤية منخفضة. اٍلتهاب الثدي يمكن تصنيفه على أنه:
- ركود الحليب.
- الاٍلتهاب المعدي والأخرجة.
- الاٍلتهاب غير المعدي .

هذا التصنيف ليس مبنيا على الأعراض السريرية، حيث يمكن تمييزها فقط بعدد الكريات البيضاء. ولا يمكن التمييز بينها بأعراض مثل الحمى، الاٍحمرار أو سرعة ظهور الأعراض.
درجة الحرارة وشدة الأعراض عند الفحص لا تعطي تكهن بالنتائج، النساء ذوات الحلمات المتقرحة أو المتضررة قد تحتاج إلى عناية خاصة.
الحليب من الثدي المصاب يمكن أن يكون مالح بشكل أكبر من الحليب العادي، وإن كان هذا لا يسبب مشاكل للطفل. يجب تجنب التغيرات المفاجئة في الملح بالتزويد.

## العلاج
الاٍفراغ المتكرر لكلى الثديين بواسطة الرضاعة الطبيعية أمر أساسي. ومن الضروري أيضا تزويد الأم والطفل بكميات كافية من المياه. اٍستخدام المضخة لاٍفراغ الثدي أثار جدلا.
التدليك والكمادات الساخنة في حالات تحفل الثدي قبل التغذية يمكن أن يساعد على اٍزالة اٍنسداد القنوات. في الحالات الأكثر شدة التدليك والكمادات الساخنة يمكن أن يفاقم الأعراض لدا اٍستعمال الكمادات الباردة هو أكثر ملائمة لاٍحتواء الاٍلتهاب.
ليس هناك حاجة لاٍستعمال المضادات الحيوية في الأغلبية الساحقة من الحالات، وينبغي ألا تستخدم اٍلا في الاٍلتهابات البكتيرية. وفي حال وصف المضادات الحيوية يجب أن تستخدم لمدة تصل اٍلى 14 يوما لتفادي تكرار المرض أو مقاومة المضادات الحيوية.
في الحالات الشديدة قد يكون الفطام أو توقيف اٍدرار الحليب منصوحا به وذلك باٍستخدم الأدوية الموقفة لاٍدرار الحليب.

## خراج الثدي النفاسي
نادرا ما يكون هناك خراج في الثدي ، غالبية المصادر تقدر نسبة النساء المرضعات المصابة ب 0.4-0.5 %. عوامل الخطر هي تجاوز سن الثلاثين ، الولادة الأولى وتأخر خروج المشيمة.
المضادات الحيوية لا تظهر لها فعالية في منع هذا النوع من الخراج ولكنها مفيدة لعلاج العدوى الثانوية.
الرشف أو البضع أو نزح يمكن اٍستعمالها لتفريغ الخراج . ينبغي الاستمرار بالرضاعة من الثدي المتضررة حيثما كان ذلك ممكنا.